# 17009 Jasonping
17009 Jasonping è un asteroide della fascia principale. Scoperto nel 1999, presenta un'orbita caratterizzata da un semiasse maggiore pari a 2,561905 UA e da un'eccentricità di 0,178165, inclinata di 5,469389° rispetto all'eclittica. Ha un diametro di 4,901 km. Ha un periodo di rotazione di 2,73 ore.